# Prêmio Arthur Friedenreich
Il Prêmio Arthur Friedenreich è un premio annuale assegnato a partire dal 2008 da Rede Globo al miglior marcatore del calcio brasiliano di ogni anno.
Il premio è simile alla Chuteira de Ouro assegnata da Placar ma non utilizza un sistema di punteggio a seconda della competizione dove un giocatore ha realizzato i gol. Il calciatore che ha vinto più premi è Neymar che ha ricevuto il riconoscimento due volte, nel 2010 (a pari merito con Jonas) e nel 2012.

## Albo d'oro
| Anno | Giocatore        | Squadra          | Gol |
| ---- | ---------------- | ---------------- | --- |
| 2008 | Keirrison        | Coritiba         | 41  |
| 2009 | Diego Tardelli   | Atlético Mineiro | 39  |
| 2010 | Jonas            | Grêmio           | 42  |
| 2010 | Neymar           | Santos           | 42  |
| 2011 | Leandro Damião   | Internacional    | 38  |
| 2012 | Neymar           | Santos           | 43  |
| 2013 | Hernane          | Flamengo         | 36  |
| 2014 | Magno Alves      | Ceará            | 37  |
| 2015 | Ricardo Oliveira | Santos           | 37  |
| 2016 | Robinho          | Atlético Mineiro | 25  |
| 2017 | Henrique Dourado | Fluminense       | 32  |
| 2018 | Gustavo          | Fortaleza        | 30  |
| 2019 | Gabriel Barbosa  | Flamengo         | 43  |
| 2020 | Diego Souza      | Grêmio           | 28  |